# Zebrasoma gemmatum
Zebrasoma gemmatum (Valenciennes, 1835) è un pesce perciforme di acqua salata, appartenente alla famiglia Acanthuridae.

## Descrizione
Presenta un corpo allungato, molto compresso ai fianchi, con profilo romboidale, più alto sulla testa; ha muso allungato e occhi sporgenti. Le pinne anali e dorsali sono molto sviluppate negli esemplari giovanili, con l'età tendono ad abbassarsi, e il corpo, dapprima a profilo tondeggiante, si allunga. Vicino alla coda è posizionato il caratteristico "bisturi", lo strumento di difesa di tutti gli acanturidi. La sua livrea presenta un variabile, dal blu notte al bruno scuro, con riflessi sabbia o bruni. Tutto il corpo è costellato da una fitta rete di piccoli puntini bianco-gialli, che si espandono pure sulla pinna dorsale e quella anale. Pettorali e pinne ventrali sono giallo opaco, tendenti al bruno, mentre la pinna caudale è interamente gialla, sfumata di bianco al margine esterno.

Raggiunge una lunghezza massima di 22 cm.

## Distribuzione e habitat
Questa specie è diffusa lungo le coste dell'oceano Indiano occidentale, dal Sudafrica al Mozambico, nelle acque del Madagascar, di Riunione e Mauritius.
Abita fondali bassi corallini e rocciosi. I giovani prediligono acque basse.

## Acquariofilia
Come molti Acanthuridae è un ospite molto apprezzato negli acquari pubblici e privati. Essendo un grande nuotatore necessita di vasche piuttosto grandi. Dopo un periodo di ambientazione mostra tuttavia un'indole estremamente territoriale e solitaria. Essendo un pesce poco diffuso in commercio, ha un prezzo estremamente caro.